# Ultraman Tiga
Ultraman Tiga (ウルトラマンティガ?, Urutoraman Tiga) è una serie televisiva tokusatsu ed è l'undicesima del franchise di Ultra. Prodotto dalla Tsuburaya Productions, Ultraman Tiga venne trasmesso per la prima volta dal 7 settembre 1996 al 30 agosto 1997 per un totale di 52 episodi da 24 minuti e 4 film (tre crossover più un seguito diretto) dopo 15 anni di assenza di nuove serie (se escludiamo l'australiana Ultraman Towards The Future e l'americana Ultraman The Ultimate Hero, più i due film di Ultraman Zearth).
Tiga è il primo Ultraman ad avere multiple modalità di combattimento.
La popolarità di Tiga è tale da avere più apparizioni nei film rispetto agli altri Ultraman Heisei.
La serie è stata doppiata in inglese dalla 4Kids Entertainment, rendendola la terza serie della saga di Ultra ad essere trasmessa negli Stati Uniti.

## Trama
Nell'anno 2007, mostri giganti e alieni invasori apparvero improvvisamente, come annunciato da una profezia su un caos incontrollabile sulla Terra. Per respingere queste minacce, vennero create la TPC (Terrestialc Peaceable Consortium) e la squadra GUTS (Global Unlimited Task Force).
Attraverso un messaggio olografico trovato in un'antica capsula, i membri di GUTS vennero a sapere di una piramide costruita da una civiltà remota. Dentro la piramide vennero trovate tree statue di una razza di giganti che proteggevano l'umanità durante i tempi antichi, ma due delle statue vennero distrutte dai mostri Golza e Melba. La terza statua prese vita dopo aver assimilato l'energia dell'agente GUTS Daigo Madoka, discendente di un'antica razza. Daigo e la statua si fusero diventando un essere dotato di poteri straordinari chiamato Tiga.
Dopo aver sconfitto i due mostri, Daigo viene rivelato dall'ologramma sulla profezia che eoni fa, una entità malvagia, che nemmeno i giganti potevano sconfiggere, aveva distrutto le antiche civiltà e nel corso della serie, Daigo, nei panni di Tiga, affronterà una miriade di mostri e alieni.
Questa malvagia entità apparve nel finale della serie che si rivela essere il mostro Ghatanothoa e i suoi servitori Gijera e Zoigar.
Ghatanothoa sconfigge Ultraman Tiga facilmente, facendolo tornare una statua, ma la luce generata dall'umanità riporta in vita il gigante, trasformandolo in Glitter Tiga che è abbastanza potente da distruggere il mostro e salvare la Terra.
Comunque, la vittoria di Tiga ha un prezzo. Daigo non è più capace di trasformarsi in Tiga perché la Spark Lens si è disintegrata dopo la battaglia.
Ma lo spirito di Tiga risiede nel profondo del cuore di chi crede in lui e che nel momento del bisogno tornerà.

## Personaggi
GUTS
È lo squadrone formato dalla TPC per fronteggiare le creature che minacciano l'umanità. I membri di GUTS sono dotati di armi e veicoli molto avanzati e versatili.
Daigo Madoka/Ultraman Tiga (マドカ・ダイゴ／ウルトラマンティガ?, Madoka Daigo/Urutoraman Tiga)
L'eroe della serie e ospite umano di Tiga. È genuinamente ingenuo, onesto, coraggioso e dal buon cuore. Anche se non è particolarmente forte o brillante, accetta il suo destino di diventare Ultraman Tiga  e la forza di Tiga deriva proprio dal suo coraggio e dai suoi sentimenti. Prima della serie, Daigo era solo un normale agente della TPC addetto alla divisione dei trasporti. Venne reclutato fra i GUTS dopo aver salvato il generale Sawai da un UFO.
È convinto che l'umanità non ripete soltanto i suoi errori ma che è anche capace di creare un futuro migliore. Daigo e Tiga sono molto legati tant'è che condividono i danni che subiscono e in un episodio la Spark Lens, lo strumento che Daigo usa per trasformarsi in Tiga, venne rubato da Keigo Masaki, dimostrando che Daigo non è invincibile e che nonostante possa trasformarsi in un potente gigante, rimane un semplice essere umano.
Daigo rivela finalmente a Rena, un altro membro di GUTS e ragazza di cui è innamorato, di essere Tiga verso il finale, trasformandosi di fronte a lei. Nello scontro con il mostro signore dell'oscurità Ghatanothoa, Tiga venne sconfitto e trasformato in statua, ma la luce generata dai bambini di tutto il mondo che non hanno perso la speranza riportano in vita Tiga e gli danno abbastanza forza da sconfiggere Ghatanotha. Ma dopo la battaglia, Daigo perse la Spark Lens, ma è convinto che Tiga risiede nel cuore di tutte le persone che nutrono speranza.
Rena Yanase (ヤナセ・レナ?, Yanase Rena)
Un'eroina a modo suo, essendo la migliore pilota della squadra, abile nell'uso delle armi e mostrò compassione per alcuni mostri. È la ragazza di cui Daigo è innamorato e futura moglie. Verso la fine della serie, scopre che Daigo è Ultraman Tiga quando quest'ultimo si è trasformato di fronte a lei.
Capitano Megumi Iruma (イルマ・メグミ隊長?, Iruma Megumi taichō)
Il primo capitano donna del franchise Ultra. Ha una presenza sia autoritaria sia materna. Sta nella maggior parte del tempo nel quartier generale lasciando l'azione al suo vice Munakata. Iruma era una scienziata ed è una vedova con un figlio che vive dalla suocera. Più tardi nella serie, si rivela essere la reincarnazione dell'antica maga Yuzare (la figura dell'ologramma).
Capitano Seiichi Munakata (ムナカタ・セイイチ副隊長?, Munakata Seiichi fuku taichō)
Un capitano dalla disciplina ferrea. Era stato salvato da Iruma quando era nelle forze di difesa. Ha l'abitudine di bere sempre latte nei bar.
Masami Horii (ホリイ・マサミ?, Horii Masami)
Il maldestro e grassottello genio della tecnologia della squadra.
Tetsuo Sinjoh (シンジョウ・テツオ?, Shinjō Tetsuo)
Un ragazzo alto e di bell'aspetto ammirato dalle ragazze, ma è solitamente avventato e ha spesso paura di cose sovrannaturali.
Jun Yazumi (ヤズミ・ジュン?, Yazumi Jun)
L'addetto ai computer e alle comunicazioni della squadra che va sul campo ancor meno di Iruma.

## Caratteristiche della serie
Cast:
- Hiroshi Nagano
- Takami Yoshimoto
- Akitoshi Ohtaki
- Shigeki Kagemaru
- Yukio Masuda
- Yoichi Furuya
- Mio Takagi

Narrato da: Issei Futamata.
Sigla di apertura
- Take Me Higher 
  - Cantata dai V6.

Sigla di chiusura
- Brave Love Tiga 
  - Cantata dai 地球防衛団 (the Earth Defense Force).

Compositori: Tatsumi Yano.